# Xysticus grohi
Xysticus grohi är en spindelart som först beskrevs av Jörg Wunderlich 1992.  Xysticus grohi ingår i släktet Xysticus och familjen krabbspindlar.
Artens utbredningsområde är Madeira. Inga underarter finns listade i Catalogue of Life.